# Nationalratswahl in Österreich 1930
- SDAPDÖ: 72
- CS: 66
- GdP/LB: 19
- HB: 8

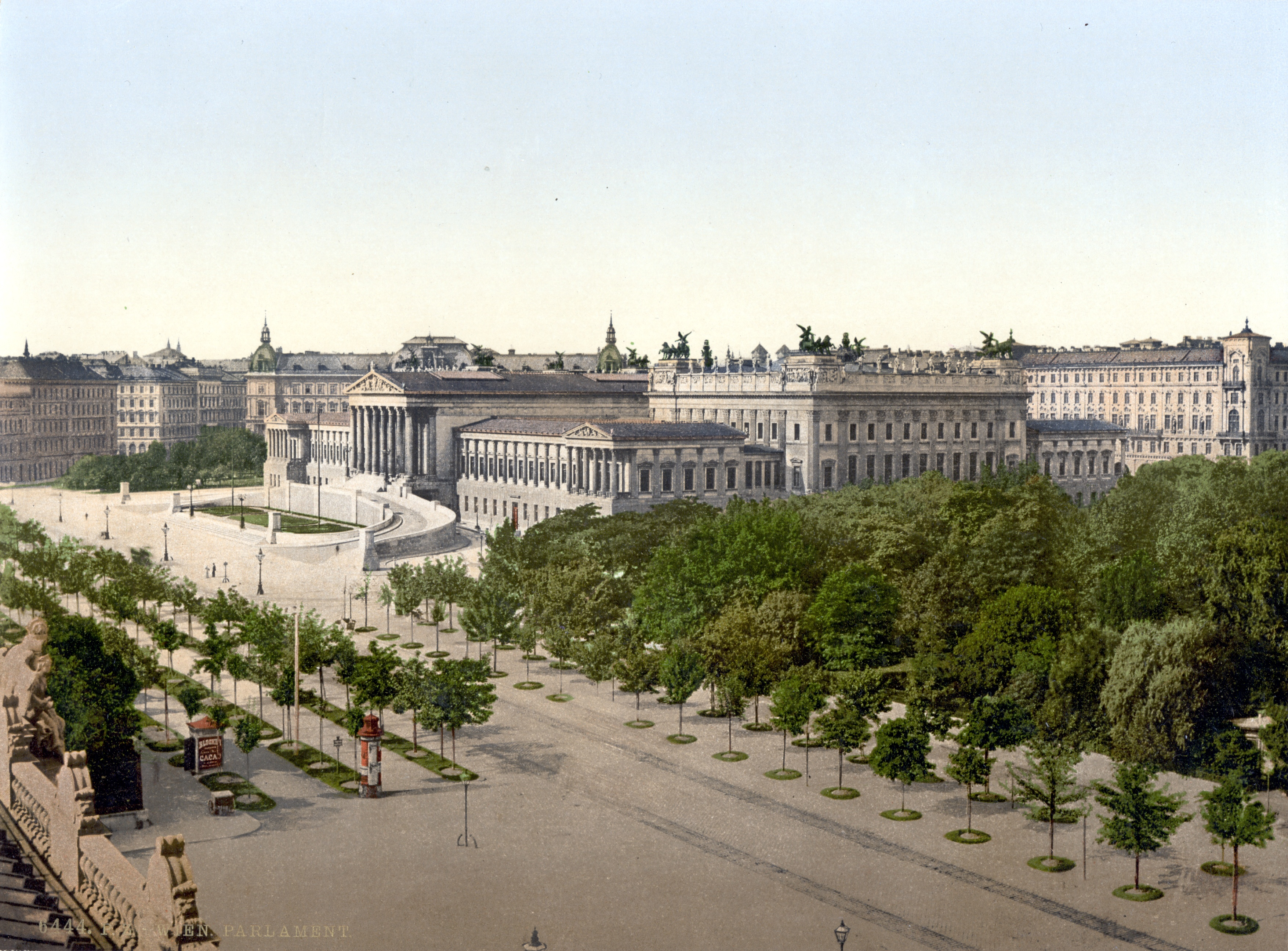
Parlamentsgebäude in Wien

Die Nationalratswahl am 9. November 1930 war die vierte in der Geschichte Österreichs und die letzte der Ersten Republik. Die Sozialdemokratische Arbeiterpartei Deutschösterreichs wurde stimmen- und mandatsstärkste Partei. Den zweiten Platz belegte die Christlichsoziale Partei, die in einigen Bundesländern gemeinsam mit Landesorganisationen der Heimwehr antrat. Ein Listenverband aus Großdeutschen, Landbund für Österreich und kleineren Parteien wurde drittstärkste Kraft. Ebenfalls in den Nationalrat schaffte es der Heimatblock, die Partei der Heimwehr um Ernst Rüdiger Starhemberg. Somit konnten erstmals in der ersten Republik die Parteien des Dritten Lagers (GdP/LB, NSDAP und teilweise HB) zulegen. Wahlberechtigt waren 4.121.282 Menschen. Die Wahlbeteiligung betrug 90,5 Prozent (1927: 89,3 Prozent).
Am selben Tag wurden auch die Landtage im Burgenland, der Steiermark und in Kärnten gewählt.

## Hintergrund
Nachdem Johann Schober am 25. September 1930 als Bundeskanzler zurückgetreten war, sollte der christlichsoziale Parteiobmann Carl Vaugoin eine neue Regierung bilden. Die bisherigen Koalitionspartner Großdeutsche Volkspartei und Landbund betrachteten den Koalitionspakt jedoch für gebrochen und standen für eine Regierungsbeteiligung ohne Neuwahlen nicht mehr zur Verfügung. Neuwahlen forderte auch die sozialdemokratische Opposition. Die Bundesregierung Vaugoin hatte als Minderheitsregierung keine Mehrheit im Parlament hinter sich, weshalb Bundespräsident Wilhelm Miklas den Nationalrat auflöste und Neuwahlen angesetzt wurden. Es war übrigens das erste und einzige Mal, dass ein österreichischer Bundespräsident diese mit der Verfassungsnovelle von 1929 eingeführte Befugnis angewandt hat.
Waren Christlichsoziale, Großdeutsche und Teile der nationalsozialistischen Bewegung bei den Nationalratswahlen 1927 als Einheitsliste angetreten, kandidierten sie bei dieser Wahl wieder getrennt. Die Christlichsoziale Partei bildete in Wien, Niederösterreich und Teilen des Burgenlands eine Wahlpartei mit den dortigen Heimwehrlandesorganisationen um deren Landesführer Emil Fey, Julius Raab und Michael Vas, während die Großdeutschen unter dem Listennamen Nationaler Wirtschaftsblock und Landbund eine Wahlallianz mit dem Landbund eingingen (nach ihrem Listenführer auch „Schober-Block“ genannt). Die Heimwehr stampfte mit dem Heimatblock binnen kürzester Zeit eine eigene politische Partei aus dem Boden.

## Wahlkampf
Der Wahlkampf spiegelte die starken Konflikte zwischen den politischen Lagern wider. So richteten sich die Plakate der Christlichsozialen Partei stark gegen die Sozialdemokratische Arbeiterpartei, der man die Schuld an der Julirevolte 1927 gab. Auch der sozialdemokratische Glöckel-Erlass, der den starken Einfluss der römisch-katholischen Kirche auf das Schulsystem verminderte, wurde zum Wahlkampfthema der Christlichsozialen.
Die Sozialdemokraten warben mit einer Stärkung des Mieterschutzes, den sie durch die Christlichsozialen bedroht sahen, und forderten die Einführung eines allgemeinen Arbeitslosengeldes. Den Christlichsozialen warfen sie vor, nichts gegen die hohe Arbeitslosigkeit zu unternehmen. Die schlechte wirtschaftliche Situation und Themen wie der Bundesbahnskandal und diverse Bankenaffären, in die christlichsoziale Politiker maßgeblich involviert waren, beherrschten den sozialdemokratischen Wahlkampf. Des Weiteren warnten sie auf ihren Plakaten vor einem drohenden Bürgerkrieg und forderten eine allgemeine Abrüstung.

## Endergebnis
| Wahlwerber                                                              | Stimmen   | Anteil | Anteil   | Mandate | Mandate |
| Wahlwerber                                                              | Stimmen   | 1930   | ±        | 1930    | ±       |
| ----------------------------------------------------------------------- | --------- | ------ | -------- | ------- | ------- |
| Sozialdemokratische Arbeiterpartei Deutschösterreichs (SDAPDÖ)          | 1.517.146 | 41,1 % | −1,2 %p  | 72      | +1      |
| Christlichsoziale Partei (CS) (zum Teil mit Heimwehr) 1)                | 1.314.956 | 35,7 % | −12,5 %p | 66      | −7      |
| Nationaler Wirtschaftsblock und Landbund                                | 428.255   | 11,6 % | +5,3 %p  | 19      | −2      |
| Heimatblock                                                             | 227.401   | 6,2 %  | n.k.     | 8       | +8      |
| Nationalsozialistische Deutsche Arbeiterpartei (Hitlerbewegung) (NSDAP) | 111.627   | 3,0 %  | +2,2 %p  | 0       | —       |
| Landbund für Österreich                                                 | 43.689    | 1,2 %  | n.k.     | 0       | —       |
| Kommunistische Partei Österreichs (KPÖ)                                 | 20.951    | 0,6 %  | +0,2 %p  | 0       | ±0      |
| Österreichische Volkspartei (Harand-Bewegung)                           | 14.980    | 0,4 %  | n.k.     | 0       | —       |
| Demokratische Mittelpartei (DMP)                                        | 6.719     | 0,2 %  | −0,2 %p  | 0       | —       |
| Jüdische Liste                                                          | 2.133     | 0,1 %  | −0,2 %p  | 0       | ±0      |
| Kaisertreue Volkspartei (Wolff-Verband)                                 | 157       | 0,0 %  | n.k.     | 0       | —       |
| Nationaldemokratische Vereinigung (Höberth-Partei)                      | 54        | 0,0 %  | n.k.     | 0       | —       |

n.k. = nicht kandidiert

1) Christlichsoziale Partei und Heimwehr in Wien, Niederösterreich und Teilen des Burgenlands
Von den 19 Mandaten des Wahlbündnisses Nationaler Wirtschaftsblock und Landbund gingen neun an den Landbund und zehn an die Großdeutsche Volkspartei. Letztere musste jedoch je eines dem offiziell parteilosen Johann Schober und dem Vizepräsidenten des Wiener Handelskammer Josef Vinzl überlassen.

## Folgen
Die Nationalratswahl 1930 war die letzte vor dem austrofaschistischen Staatsstreich am 4. März 1933, den Engelbert Dollfuß in der Österreichischen Wochenschau propagandistisch als „Selbstausschaltung des Parlaments“ bezeichnete.